# Casa Haislip
La Casa Haislip (en inglés: Haislip House) es una casa histórica ubicada en Opa-locka, Florida. La Casa Haislip se encuentra inscrito  en el Registro Nacional de Lugares Históricos desde el 17 de agosto de 1987.  

## Ubicación
La Casa Haislip se encuentra dentro del condado de Miami-Dade en las coordenadas 25°54′31″N 80°14′57″O / 25.908611, -80.249167.